# Tadeusz Karszo-Siedlewski

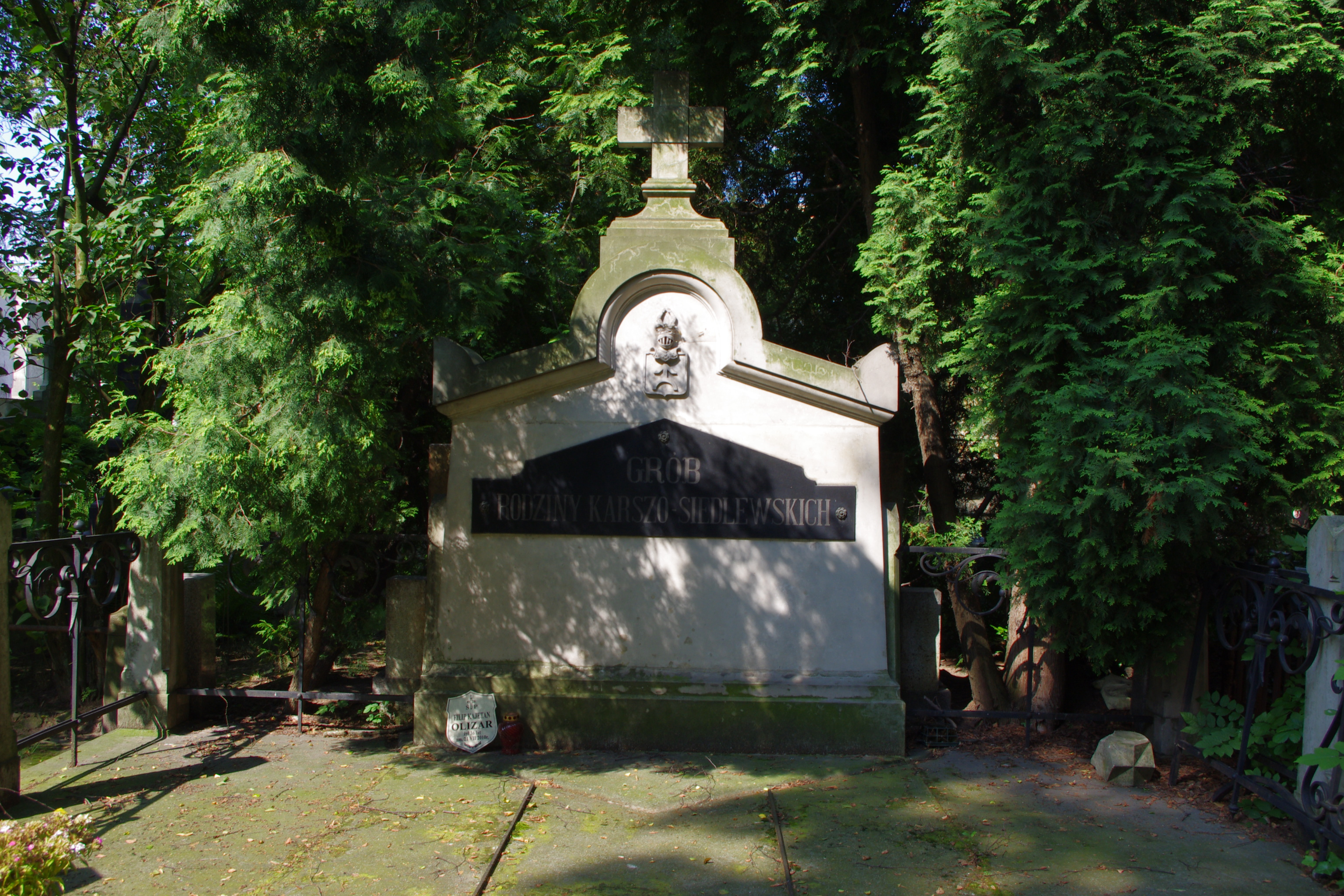
Grób senatora Tedeusza Karszo-Siedlewskiego na cmentarzu reformowanym przy ul. Żytniej w Warszawie

Tadeusz Aleksander Karszo-Siedlewski (ur. 17 lipca 1893 w Warszawie, zm. 26 września 1939 tamże) – przemysłowiec i senator II RP w latach 1935–1939, kawaler Orderu Virtuti Militari.

## Życiorys
Urodził się w starej rodzinie szlacheckiej wyznania ewangelicko-reformowanego spokrewnionej z burżuazją Warszawy i Lublina. Był synem Władysława Karszo-Siedlewskiego (1859–1939) i jego żony Anieli z Grodzińskich (zm. 1913).
Ukończył Akademię Handlową w Berlinie w 1914 roku, po czym do 1917 roku pracował w Dniepropawłowsku w Rosji. Po powrocie do Polski wziął udział w wojnie polsko-bolszewickiej w szeregach 1 dywizjonu artylerii konnej, za co otrzymał Krzyż Srebrny Orderu Virtuti Militari. Członek Naczelnego Komitetu Konfederacji Polskiej w 1919 roku. Po 1920 roku skoncentrował się na działalności finansowej i przemysłowej. 
Dzięki zapisowi ciotki Bronisławy z Karszo-Siedlewskich (1860–1938) wdowy po Juliuszu Vetterze, został właścicielem fabryki wódek „Genelli” w Warszawie oraz odziedziczonych cukrowni i browaru w Lublinie. Zasiadał w radach nadzorczych cukrowni „Brześć Kujawski”, Zarządu Związku Polskich Hut Żelaznych oraz Spółki Akcyjnej Wielkich Pieców i Zakładów Ostrowieckich w Warszawie.
Choć oficjalnie w polityce udziału nie brał, to jego doświadczenie i stosunki sprawiły, że w 1935 roku prezydent Ignacy Mościcki mianował go senatorem II RP.
Po agresji III Rzeszy na Polskę we wrześniu 1939 roku pozostał w stolicy. Zmarł 26 września na skutek ran odniesionych w niemieckim nalocie lotniczym.
Został pochowany w grobowcu rodzinnym na cmentarzu ewangelicko-reformowanym w Warszawie (sektor K-2-5).

## Ordery i odznaczenia
- Krzyż Srebrny Orderu Virtuti Militari[6] nr 3104
- Krzyż Oficerski Orderu Odrodzenia Polski (19 marca 1937)[3]
- Krzyż Walecznych (dwukrotnie)[6]
- Złoty Krzyż Zasługi (9 listopada 1932)[7]
- Krzyż Oficerski Orderu Korony (Belgia)[6]

## Rodzina
Był synem Władysława Karszo-Siedlewskiego (1839–1939) i jego żony Anieli z Gordzińskich (zm. 1913). W 1931 roku poślubił aktorkę Marię z Majdrowiczów 2 voto Zakrzeńską (1900-1984) z którą się rozwiódł. Przed śmiercią  był zaręczony z primabaleriną Olgą Sławską.
Jego bratem był Jan Karszo-Siedlewski (1891–1955), wieloletni dyplomata II RP, konsul w Opolu, Teheranie i Bejrucie, po 1945 roku na emigracji. Ich siostra Aniela była żoną Sylwina Strakacza, asystenta i spadkobiercy Ignacego Paderewskiego